# 科布多額魯特部
科布多額魯特部，簡稱額魯特部，是清代科布多所屬的一部落，編為一旗，即額魯特總管旗。其地在今蒙古國科布多城西北额尔德尼布伦苏木一帶。
康熙時額魯特部歸附清朝，科布多額魯特部原屬额鲁特扎萨克贝子车凌旺布之子達木拜台吉。乾隆二十八年（1763年），達木拜因罪削爵，其所屬部落被遷至科布多地方遊牧，置佐領二員管理，隸屬於科布多參贊大臣。乾隆五十七年（1792年），置額魯特總管一員、參領一員，科布多額魯特成為內屬蒙古部落。1912年被外蒙古軍隊佔領，1921年以後由蒙古人民黨政府統治。